# Necroscia prasina
Necroscia prasina är en insektsart som först beskrevs av Hermann Burmeister 1838.  Necroscia prasina ingår i släktet Necroscia och familjen Diapheromeridae. Inga underarter finns listade i Catalogue of Life.